# Nidzica (rodzaj)
Nidzica (Neottiglossa) – rodzaj pluskwiaków z podrzędu różnoskrzydłych i rodziny tarczówkowatych.
Pluskwiaki o wydłużonym ciele, u gatunków występujących w Polsce osiągającym od 4 do 6,5 mm jego długości. Ubarwione są głównie w odcieniach żółcieni, szarości i brązu z ciemnym punktowaniem na wierzchu ciała. Trójkątna w obrysie głowa jest niewiele dłuższa niż szeroka, wskutek czego czułki swym drugim członem wykraczają poza jej przedni brzeg. Środkiem przedplecza biegnie jedno żeberko, które jest gładkie i może być słabo dostrzegalne. W przeciwieństwie do rodzaju lednica półpokrywy mają żyłki radialne nieuwypuklone żebrowato, nieodróżniające się budową od reszty ich powierzchni. Szeroka i głęboka, pozbawiona żeberka bruzda leży na śródpiersiu między biodrami. Na pleurytach zatułowia wyraźnie widoczne są ujścia gruczołów zapachowych wraz z kanałami wyprowadzającymi. Odwłok ma trzeci sternit pozbawiony skierowanego do przodu wyrostka.
Owady te są fitofagami ssącymi soki traw.
Rodzaj holarktyczny, w krainie palearktycznej reprezentowany przez 10 gatunków, z których w Europie występuje 5, a w Polsce stwierdzono dwa: n. małą i n. żółtobrzegą.
Takson ten wprowadzony został w 1837 roku przez Williama Kirby’ego. Obejmuje ponad 10 opisanych gatunków:
- Neottiglossa bifida (Costa, 1847)
- Neottiglossa cavifrons Stål, 1872
- Neottiglossa flavomarginata (Lucas, 1849)
- Neottiglossa leporina (Herrich-Schäffer, 1830) – nidzica żółtobrzega
- Neottiglossa lineolata (Mulsant & Rey, 1852)
- Neottiglossa metallica Jakovlev, 1876
- Neottiglossa pusilla (Gmelin, 1790) – nidzica mała
- Neottiglossa sulcifrons Stål, 1872
- Neottiglossa trilineata (Kirby, 1837)
- Neottiglossa tumidifrons Downes, 1928
- Neottiglossa undata (Say, 1831)